# Pisces, Aquarius, Capricorn & Jones Ltd.
Pisces, Aquarius, Capricorn & Jones Ltd. је четврти албум групе The Monkees, објављен 1967. године. Иако су снимили готово сами албум Headquarters, поново позивају студијске музичаре за овај албум. Био је то један од првих поп албума за који су користили муг синтисајзер, а Мики Доленз је био један од првих који га је купио.
Наслов албума користи астролошке знакове четири члана групе: Мики је риба, Петер је Водолија, а Микаел и Дави су Јараци. Како су Микаел и Дави истог знака (обојица рођени 30. децембра ), наслов се допуњује Давијевим презименом како се не би поновио „ Јарац “. Pisces, Aquarius, Capricorn & Jones Ltd. је четврти и последњи албум The Monkees који се пласирао број 1. у Сједињеним Државама.

## Списак песама[2]
Прва страна
- 1. Salesman (Craig Smith) – 2:03
- 2. She Hangs Out (Jeff Barry) – 2:33
- 3. The Door Into Summer (Chip Douglas, Bill Martin) – 2:50
- 4. Love Is Only Sleeping (Barry Mann, Cynthia Weil) – 2:28
- 5. Cuddly Toy (Harry Nilsson) – 2:45
- 6. Words (Tommy Boyce, Bobby Hart) – 2:48

Друга страна
- 7. Hard to Believe (David Jones, Kim Capli, Eddie Brick, Charlie Rockett) – 2:33
- 8. What Am I Doing Hangin' 'Round? (Michael Martin Murphey, Owen Castleman) – 3:02
- 9. Peter Percival Patterson's Pet Pig Porky (Peter Tork) – 0:27
- 10. Pleasant Valley Sunday (Gerry Goffin, Carole King) – 3:15
- 11. Daily Nightly (Michael Nesmith) – 2:33
- 12. Don't Call on Me (Nesmith, John London) – 2:52
- 13. Star Collector (Goffin, King) – 4:28

Бонус
Рино Рецордс је 1995. године поново издао албум са седам бонус нумера: 
- 14. Special Announcement – 0:36
- 15. Goin' Down (Micky Dolenz, Davy Jones, Nesmith, Tork, Diane Hildebrand) – 4:47
- 16. Salesman (Smith) – 2:37
- 17. The Door Into Summer (Douglas, Martin) – 2:538
- 18. Love Is Only Sleeping (Mann, Weil) – 2:32
- 19.Daily Nightly (Nesmith) – 2:32
- 20.Star Collector (Goffin, King) – 4:52